# Jean-Jacques Eigeldinger
Jean-Jacques Eigeldinger (* 9. März 1940 in Neuchâtel)  ist ein Schweizer Musikwissenschaftler. Er wurde bekannt durch seine Tätigkeiten als Juror und Veröffentlichungen über Chopin.

## Leben
Eigeldinger studierte an der Universität Neuchâtel, an der Sorbonne und am Genfer Konservatorium.
1976 bis 1981 lehrte er am Institute Jacques-Dalcroze in Genf und 1978 bis 1983 am Genfer Konservatorium. Er lehrte auch als Gastdozent an der École normale supérieure in Paris und an der Universität Laval in Québec, Kanada. Er ist pensionierter Hochschullehrer der Universität Genf, an der er seit 1981 arbeitete. Er war einer der Gründer der Schweizer Musikologischen Gesellschaft und langgedienter Chefherausgeber der Revue musicale in der romanischsprachigen Schweiz.
1984 erhielt Eigeldinger den Verdienstorden des polnischen Kultusministers, 2001 erkannte ihm die Internationale Chopin-Stiftung den Chopin-Preis zu. Er war auch mehrfach Juror des Internationalen Chopin-Wettbewerbs.
Eigeldingers Lehrinteressen konzentrieren sich auf die Geschichte der Ästhetik und Interpretation der Musik des 18. und 19. Jahrhunderts. Seine zahlreichen Werke zu Chopin umfassen Studien zu Chopins Kompositionen und Stilmitteln (Préludes) und Beiträge zur Biografie des Komponisten. Eigeldinger ist auch Herausgeber von Texten, die sich mit dem Wirken von Chopin als Klavierlehrer befassen.
1993 publizierte Eigeldinger die Skizzen Chopins für eine Klavierlehrmethode. In seinem Buch Chopin vu par ses élèves (1970), das die erste vollständige englische Übersetzung des „Entwurfs einer Methode“ umfasst, sammelte er ausführliches Material der Schüler Chopins sowie Quellen von Chopin selbst über die Klavierspieltechnik und die Interpretation seiner Musik.
Eigeldinger bereitet zusammen mit John Rink und Jim Samson eine neue kritische Edition des gesamten Werks von Chopin vor.
Im September 2001 wurde er in das Programm-Komitee des Warschauer Fryderyk-Chopin-Instituts berufen.

## Schriften
- Chopin vu par ses élèves, Neuchâtel: La Baconniére, 1970; überarbeitete Neuauflage Paris: Fayard, 2006, ISBN 2-213-62916-1 – Englische Übersetzung unter dem Titel Chopin: pianist and teacher – as seen by his pupils, Cambridge: Cambridge University Press, 1986, ISBN 0-521-24159-6
- Solange Clésinger, Frédéric Chopin. Souvenir inédits, hrsg. von Jean-Jacques Eigeldinger, in: Revue musicale de Suisse romande, Jg. 31 (1978), S. 224–238
- L'univers musical de Chopin, Paris: Fayard, 2000, ISBN 2-213-60751-6
- Chopin et Pleyel, Paris: Fayard, 2010, ISBN 978-2-213-61922-4
- Chopin, âme des salons parisiens: 1830–1848, Paris: Fayard, 2013, ISBN 978-2-213-67243-4
- Jean-Joseph-Bonaventure Laurens et ses pèlerinages musicaux en Allemagne 1841–1853, in: Musique, Images, Instruments. Revue française d’organologie et d’iconographie musicale, Jg. 16 (2016), S. 11–54